# Attiswil
Attiswil là một đô thị ở huyện Wangen ở bang Berne ở Thụy Sĩ. Đô thị này có diện tích 7,65 km², dân số năm 2020 là 1532 người.